# 苏陈镇
苏陈镇，是中华人民共和国江苏省泰州市海陵区下辖的一个乡镇级行政单位。

## 行政区划
苏陈镇下辖以下地区：
苏陈社区、新苏陈社区、周埭村、镇东村、双岸村、大冯甸村、前窦村、夏郑村、张家院村、百里村、双虹村、院庄村、夏棋村、徐庄村和北庄村。